# Maj Britt Theorin
Karin Maj Britt Margareta Theorin (ur. 22 grudnia 1932 w Göteborgu, zm. 6 kwietnia 2021) – szwedzka polityk, działaczka społeczna, samorządowiec, posłanka do Riksdagu, deputowana do Parlamentu Europejskiego IV i V kadencji (1995–2004).

## Życiorys
Ukończyła szkołę średnią. W latach 1971–1995 była posłanką do Riksdagu, reprezentując Szwedzką Socjaldemokratyczną Partię Robotniczą w okręgu wyborczym obejmującym Sztokholm.
W latach 1982–1991 pełniła funkcję ambasadora Szwecji ds. rozbrojenia. Była ekspertką ONZ ds. broni jądrowej i środowiska. Od 1992 do 2000 sprawowała urząd prezesa Międzynarodowego Stałego Biura Pokoju.
W 1995 po akcesie Szwecji do Unii Europejskiej z ramienia socjaldemokratów objęła mandat posłanki do Parlamentu Europejskiego IV kadencji. Z powodzeniem ubiegała się o reelekcję w wyborach powszechnych w tym samym roku oraz w 1999. Była członkinią grupy socjalistycznej, pracowała m.in. w Komisji ds. Kobiet i Wyrównywania Szans (od 1999 do 2002 jako jej przewodnicząca), a także w Komisji Rozwoju i Współpracy. W PE zasiadała do 2004.